# Albert Koller
Albert svobodný pán von Koller (7. ledna 1849, Praha – 18. ledna 1942, Vídeň) byl rakousko-uherský generál. Od mládí sloužil v rakouské armádě a působil na různých místech monarchie. Jako štábní důstojník strávil deset let v císařské vojenské kanceláři (1880–1890), později byl velitelem vyšších jednotek v Haliči a ve Slezsku. V závěru kariéry působil v Čechách jako velitel 9. armádního sboru v Josefově (1906–1908) a 8. armádního sboru v Praze (1908–1912), respektive zemský velitel v Čechách. V armádě dosáhl hodnosti polního zbrojmistra (1907) a  v roce 1909 získal titul barona.

## Životopis
Pocházel z rodiny c. k. podplukovníka Alberta Kollera, povýšeného v roce 1883 do šlechtického stavu.  Na vojenskou dráhu se připravoval nejprve v kadetní škole v Marburgu, poté studoval na Tereziánské vojenské akademii ve Vídeňském Novém Městě. Do armády vstoupil v roce 1868 jako poručík u 42. pěšího pluku příslušného do Terezína, později si doplnil vzdělání na Válečné škole (K.u.k. Kriegsschule) ve Vídni a v hodnosti nadporučíka (1875) byl zařazen do sboru důstojníků generálního štábu. Jako kapitán (1877) byl štábním důstojníkem u 18. pěší divize a v roce 1878 se zúčastnil okupace Bosny a Hercegoviny. V roce 1879 byl přidělen k zemskému velitelství v Bosně a Hercegovině se sídlem v Sarajevu. Díky svým schopnostem byl v roce 1880 přeložen do Vídně k císařské vojenské kanceláři (Militär-Kanzlei Seiner Majestät des Kaisers und Königs), kde strávil více než deset let služby. V císařské vojenské kanceláři zastával různé funkce a postupoval v hodnostech (major 1884, podplukovník (1887) V prosinci 1890 byl povýšen na plukovníka a v roce 1891 byl krátce velitelem 91. pěšího pluku v Českých Budějovicích,. V roce 1892 byl přeložen do Prahy, kde do roku 1896 zastával post šéfa štábu 8. armádního sboru.
V roce 1896 byl povýšen na generálmajora a stal se velitelem 47. pěchotní brigády v Přemyšlu., později byl přeložen jako velitel 10. pěchotní brigády do Opavy. V roce 1900 dosáhl hodnosti polního podmaršála a převzal velení 11. pěchotní divize ve Lvově. V roce 1905 byl povolán znovu do Vídně a krátce zastával post prezidenta komise pro povyšování aspirantů na důstojníky generálního štábu.a v letech 1906–1908 byl velitelem pevnosti v Josefově, respektive 9. armádního sboru. V roce 1907 dosáhl hodnosti polního zbrojmistra, v roce 1908 dosáhl navíc stejného hodnostního stupně jako generál pěchoty. Svou aktivní kariéru završil jako zemský velitel v Čechách se sídlem v Praze, respektive velitel 8. armádního sboru (1908–1912). K datu 1. října 1912 na vlastní žádost odešel do výslužby,  poté žil v soukromí ve Vídni, příležitostně pobýval také na zámku v Jevišovicích, který patřil jeho švagrovi Vilému Ofenheimovi.

## Tituly a ocenění
Spolu s otcem byl od roku 1883 uživatelem prostého šlechtického titulu (von Koller). Jako velitel armádního sboru obdržel v roce 1907 titul c. k. tajného rady s nárokem na oslovení Excelence. Od roku 1907 byl také čestným majitelem pěšího pluku č. 94 dislokovaného v Josefově. V roce 1909 byl povýšen do stavu svobodných pánů. Během vojenské kariéry získal několik ocenění v Rakousku-Uhersku i od zahraničních panovníků.

### Rakousko-Uhersko
- Řád železné koruny I. třídy (1908)
- Vojenský jubilejní kříž (1908)
- Řád železné koruny II. třídy (1905)
- Jubilejní pamětní medaile (1898)
- rytířský kříž Leopoldova řádu (1891)
- Řád železné koruny III. třídy (1888)
- Vojenský záslužný kříž (1880)
- Válečná medaile (1879)
- Vojenská záslužná medaile s válečnou dekorací (1878)

### Zahraničí
- velkokříž Řádu Albrechtova (Sasko)
- Řád pruské koruny II. třídy (Německo)
- Řád Takova (Srbsko)
- rytíř Vojenského záslužného řádu (Bavorsko)
- důstojník Řádu italské koruny (Itálie)
- Řád lva a slunce I. třídy (Persie)

Jeho manželkou byla Marie Magdalena Ofenheimová (1852–1936), dcera podnikatele a bankéře Viktora Ofenheima (1820–1886). Manželství zůstalo bezdětné.